# Pesčanoe (Oblast' autonoma ebraica)
Pesčanoe (in lingua russa Песчаное) è un centro abitato dell'Oblast' autonoma ebraica, situato nello Smidovičskij rajon.